# Віллісвіль (Арканзас)
Віллісвіль (англ. Willisville) — місто (англ. town) в США, в окрузі Невада штату Арканзас. Населення — 148 осіб (2020).

## Географія
Віллісвіль розташований за координатами 33°31′5″ пн. ш. 93°17′37″ зх. д. / 33.51806° пн. ш. 93.29361° зх. д. (33.517958, -93.293483).  За даними Бюро перепису населення США в 2010 році місто мало площу 4,13 км², з яких 4,10 км² — суходіл та 0,03 км² — водойми.

## Демографія
Згідно з переписом 2010 року, у місті мешкали 152 особи в 62 домогосподарствах у складі 48 родин. Густота населення становила 37 осіб/км².  Було 83 помешкання (20/км²). 
Расовий склад населення:
| - 82,9 % — білих - 14,5 % — чорних або афроамериканців - 2,6 % — осіб інших рас |

До двох чи більше рас належало 0,0 %. Іспаномовні складали 2,6 % від усіх жителів.
За віковим діапазоном населення розподілялося таким чином: 20,4 % — особи молодші 18 років, 53,9 % — особи у віці 18—64 років, 25,7 % — особи у віці 65 років та старші. Медіана віку мешканця становила 47,0 року. На 100 осіб жіночої статі у місті припадало 108,2 чоловіків;  на 100 жінок у віці від 18 років та старших — 92,1 чоловіків також старших 18 років.
Середній дохід на одне домашнє господарство  становив 44 784 долари США (медіана — 38 750), а середній дохід на одну сім'ю — 50 880 доларів (медіана — 52 500). За межею бідності перебувало 15,3 % осіб, у тому числі 20,0 % дітей у віці до 18 років та 14,8 % осіб у віці 65 років та старших.
Цивільне працевлаштоване населення становило 76 осіб. Основні галузі зайнятості: освіта, охорона здоров'я та соціальна допомога — 38,2 %, виробництво — 18,4 %, публічна адміністрація — 15,8 %.
За даними перепису населення 2000 року у Віллісвілі проживало 188 осіб, 57 сімей, налічувалося 76 домашніх господарств. Середня густота населення становила близько 45,4 людини на один квадратний кілометр. Расовий склад Віллісвіля за даними перепису розподілився таким чином: 79,26 % білих, 19,15 % — чорних або афроамериканців, 1,06 % — корінних американців, 0,53 % — представників змішаних рас. Іспаномовні склали 1,60 % від усіх жителів містечка.
З 76 домашніх господарств в 25,5 % — виховували дітей віком до 18 років, 65,8 % представляли собою подружні пари, які спільно проживали, в 10,5 % сімей жінки проживали без чоловіків, 23,7 % не мали сімей. 22,4 % від загального числа сімей на момент перепису жили самостійно, при цьому 9,2 % склали самотні літні люди у віці 65 років та старше. Середній розмір домашнього господарства склав 2,47 людини, а середній розмір родини — 2,88 людини.
Населення містечка за віковим діапазоном за даними перепису 2000 року розподілилося таким чином: 25,5 % — жителі молодше 18 років, 6,9 % — між 18 і 24 роками, 22,9 % — від 25 до 44 років, 28,2 % — від 45 до 64 років і 16,5 % — у віці 65 років та старше. Середній вік мешканця склав 41 рік. На кожні 100 жінок у Віллісвілі припадало 102,2 чоловіки, у віці від 18 років та старше — 97,2 чоловіків також старше 18 років.
Середній дохід на одне домашнє господарство в містечкі склав 28 750 доларів США, а середній дохід на одну сім'ю — 36 250 доларів. При цьому чоловіки мали середній дохід в 36 875 доларів США на рік проти 12 188 доларів середньорічного доходу у жінок. Дохід на душу населення в містечкі склав 12 925 доларів на рік. 13,8 % від усього числа сімей в населеному пункті і 21,3 % від усієї чисельності населення перебувало на момент перепису населення за межею бідності, при цьому 31,1 % з них були молодші 18 років і 5,9 % — у віці 65 років та старше.